# Tristana e la maschera
Tristana e la maschera (Sadie Thompson) è un film del 1928 diretto da Raoul Walsh, tratto dal racconto Pioggia di William Somerset Maugham e dall'opera teatrale di John Colton e Clemence Randolph. Il film, uscito nelle sale il 7 gennaio 1928, aveva come protagonista Gloria Swanson affiancata da Lionel Barrymore e da Raoul Walsh.
Il soggetto del racconto di Maugham era considerato dall'ufficio Hays inadatto a essere portato sullo schermo, ma la sceneggiatura di Walsh riuscì ad adattare la storia in modo da proporla in modo accettabile per gli spettatori USA.
Di Pioggia vennero fatti altri due remake: uno nel 1932, Rain diretto da Lewis Milestone e interpretato da Joan Crawford e Walter Huston; il secondo nel 1953, Pioggia (Miss Sadie Thompson) di Curtis Bernhardt con Rita Hayworth e José Ferrer.
Il ruolo di Sadie Thompson diede a Gloria Swanson l'opportunità di essere nominata per la prima volta come miglior attrice per il Premio Oscar, che quell'anno fu vinto da Janet Gaynor.

## Trama
Tra i nuovi arrivi all'isola di Pago-Pago, c'è anche Sadie Thompson, donna dai trascorsi poco chiari. La donna vuole rifarsi una vita e intreccia una relazione con un militare che l'accetta così com'è. Ma sull'isola c'è anche Alfred Davidson, un riformatore: vuole che la ragazza se ne torni a San Francisco, liberando le isole dalla sua presenza peccaminosa. Il puritano Davidson, però, resterà invischiato nella sua ossessione verso Sadie e, non potendo più controllarla, finirà per suicidarsi.

## Produzione
Prodotto dalla Gloria Swanson Productions Incorporated, il film venne girato all'isola di Catalina e negli studi della United Artists (7200 Santa Monica Boulevard) a Hollywood.

## Distribuzione
È il secondo film che Swanson fece per la United Artists che lo distribuì nelle sale il 7 gennaio 1928. Il film incassò 1.000.000 di dollari.

## Date di uscita
- USA: 7 gennaio 1928
- Finlandia: 1º dicembre 1929

Alias
- Sadie Thompson in USA (titolo originale)
- ...aber das Fleisch ist schwach in Germania
- A Sedução do Pecado in Portogallo
- I anthropini adynamia in Grecia
- La frágil voluntad in Spagna (titolo di lavorazione)
- Miss Sadie Thompson in Ungheria
- Sedução do Pecado in Brasile
- Tristana e la maschera in Italia

### DVD
Nel 2001, il film fu distribuito dalla Kino International in una versione DVD di 96 minuti con sottotitoli in inglese. Nel 2007, venne distribuito dalla Passport Video.
DVD Silent Era
- USA: 20 febbraio 2001, DVD
- USA: 2007, DVD